# Aywaille FC
Royal Aywaille FC is een Belgische voetbalclub uit Aywaille. De club is bij de KBVB aangesloten met stamnummer 1979 en heeft blauw en zwart als kleuren. Aywaille speelt in de nationale reeksen.

## Geschiedenis
Aywaille FC sloot zich begin jaren 30 aan bij de Belgische Voetbalbond. De club bleef in de provinciale reeksen tot 1945. Dat jaar trad men voor het eerst aan in de nationale bevorderingsreeksen, in die tijd de derde klasse. Aywaille strandde er echter op een voorlaatste plaats in zijn reeks en zakte na een seizoen weer naar de provinciale reeksen.
De club bleef meer dan zes decennia in de provinciale reeksen spelen. In 2009 haalde men een derde plaats in Eerste Provinciale. Aywaille mocht naar de eindronde en stootte daar door naar interprovinciale eindronde. Men versloeg er het Henegouwse Pont-à-Celles-Buzet en zo promoveerde de club opnieuw naar de nationale bevorderingsreeksen, ondertussen Vierde Klasse. Aywaille eindigde er in de middenmoot en kon zich zo handhaven op het nationale niveau.

## Resultaten
| Seizoen | Klasse | Klasse | Klasse | Klasse | Klasse | Klasse | Reeks                                                    | Punten                                                   | Opmerkingen                                              |
|         | I      | I      | II     | III    | IV     | P.I    |                                                          |                                                          |                                                          |
| ------- | ------ | ------ | ------ | ------ | ------ | ------ | -------------------------------------------------------- | -------------------------------------------------------- | -------------------------------------------------------- |
| 2008/09 |        |        |        |        |        | 3      | Eerste prov. Luik                                        |                                                          | Winst in interprovinciale eindronde                      |
| 2009/10 |        |        |        |        | 8      |        | Vierde klasse D                                          | 42                                                       |                                                          |
| 2010/11 |        |        |        |        | 11     |        | Vierde klasse D                                          | 35                                                       |                                                          |
| 2011/12 |        |        |        |        | 7      |        | Vierde klasse D                                          | 43                                                       |                                                          |
| 2012/13 |        |        |        |        | 3      |        | Vierde klasse D                                          | 55                                                       |                                                          |
| 2013/14 |        |        |        |        | 3      |        | Vierde klasse D                                          | 54                                                       |                                                          |
| 2014/15 |        |        |        |        | 7      |        | Vierde klasse D                                          | 43                                                       |                                                          |
| 2015/16 |        |        |        |        | 15     |        | Vierde klasse D                                          | 22                                                       |                                                          |
|         | 1A     | 1B     | 1Am    | 2Am    | 3Am    | P.I    | Vanaf 2016-17 zijn er 3 nationale en 2 regionale niveaus | Vanaf 2016-17 zijn er 3 nationale en 2 regionale niveaus | Vanaf 2016-17 zijn er 3 nationale en 2 regionale niveaus |
| 2016/17 |        |        |        |        | 12     |        | Derde klasse Am.                                         | 28                                                       |                                                          |
| 2017/18 |        |        |        |        | 7      |        | Derde klasse Am.                                         | 43                                                       |                                                          |
| 2018/19 |        |        |        |        | 7      |        | Derde klasse Am.                                         | 45                                                       |                                                          |
| 2019/20 |        |        |        |        | 6      |        | Derde klasse Am.                                         | 36                                                       |                                                          |
| 2020/21 |        |        |        |        | -      |        | Derde afdeling ACFF B                                    | -                                                        | Geen competitie door Covid-19                            |
| 2021/22 |        |        |        |        | 12     |        | Derde afdeling ACFF B                                    | 35                                                       |                                                          |
| 2022/23 |        |        |        |        | 9      |        | Derde afdeling ACFF B                                    | 42                                                       |                                                          |
| 2023/24 |        |        |        |        | 3      |        | Derde afdeling ACFF B                                    | 61                                                       |                                                          |
| 2024/25 |        |        |        | 12     |        |        | Tweede afdeling ACFF                                     | 42                                                       |                                                          |
| 2025/26 |        |        |        |        |        |        | Tweede Afdeling ACFF                                     |                                                          |                                                          |